# Anne Catherine Hof Blinks
Pour les articles homonymes, voir Hof et Blinks.
Anne Catherine Hof Blinks (1903 - 1995) est une botaniste américaine et une spécialiste des textiles.
Anne Blinks travaille à la Hopkins Marine Station de l'université Stanford et à l'herbier de l'université Harvard, où elle a principalement étudié et conservé des algues. Parmi les espèces qu'elle a décrites, peut être citée Derbesia osterhoutii (L.R.Anne Blinks & A.C.H.Anne Blinks) J.Z.Page de Great Sound, aux Bermudes, sous le nom de Halicystis osterhoutii L.R.Anne Blinks & A.C.H.Anne Blinks,.
Anne Blinks est également connue pour son travail sur les textiles historiques et préhistoriques. Pendant plus de 45 ans, elle étudie, écrit, collectionné et créé des textiles inhabituels, voyageant beaucoup. Elle a amassé une grande collection, qui devient plus tard la base d'une collection d'enseignement,. Son travail sur les textiles est reconnu par la publication du Festschrift In Celebration of the Curious Mind : A Festschrift to Honor Anne Blinks on Her 80th Birthday (1983).

## Vie personnelle
Anne Hof et Lawrence Rogers Anne Blinks (1900-1989) se marient en 1928. Il est devenu professeure de biologie à Stanford et directeur de la station marine Hopkins de Stanford à Pacific Grove de 1943 à 1965. Ils ont eu un enfant, John Rogers Blinks.

## Carrière

### Botanique
Anne Blinks s'inscrit au Radcliffe College, le partenaire féminin de l'université Harvard, alors exclusivement masculine, et étudie la biologie marine à l'herbier Farlow. Après avoir épousé Lawrence Anne Blinks, elle l'accompagne au laboratoire biologique des Bermudes. Ils y découvrent une espèce d'Halicystis qu'ils nomment, en l'honneur de Winthrop Osterhout, Halicystis osterhoutii.
Anne Blinks travaille à la Hopkins Marine Station de l'université Stanford et aux Herbiers de l'université Harvard pour étudier et conserver les algues.
La bourse Anne Hof Anne Blinks en biologie marine de l'université de Washington est créée en sa mémoire pour soutenir les étudiants issus de milieux divers. Elle fait désormais partie du programme Anne Blinks-REU de l'université, qui propose des expériences de recherche et des stages.
A.C.H.Blinks est l’abréviation botanique standard de Anne Catherine Hof Blinks.
Consulter la liste des abréviations d'auteur en botanique ou la liste des plantes assignées à cet auteur par l'IPNI, la liste des champignons assignés par MycoBank, la liste des algues assignées par l'AlgaeBase et la liste des fossiles assignés à cet auteur par l'IFPNI.

### Domaine du textile
Anne Blinks est également connue pour ses travaux sur les textiles historiques et préhistoriques. Elle s'est concentrée sur le "tissu entier", en étudiant les fibres, les teintures, les outils et les techniques utilisés pour créer des textiles,. Anne Blinks a adopté une approche d'archéologie expérimentale en essayant d'anciennes méthodes de préparation des fibres et de tissage. On lui attribue la découverte et la popularisation de techniques telles que la technique du "overspin" ou "collapse",, dans laquelle le fil est tordu de manière qu'il « se plie sur lui-même ». Cette technique est utilisée par l'artiste fibreuse Lillian Elliott.
Anne Blinks étudie, collectionné et créé des textiles inhabituels, amassant une grande collection entre 1949 et 1995. Celle-ci devient la base d'une collection d'enseignement rassemblée par les membres de la Santa Cruz Handweavers' Guild (plus tard la Santa Cruz Textile Arts Guild).
Elle s'est particulièrement intéressée aux textiles sud-américains. Parmi ceux qu'elle étudie, citons les Indiens des Andes, qui ont visité Santiago du Chili, et les Indiens maioruna du Pérou. Elle a également visité, étudié et écrit sur la production de textiles en Thaïlande, décrivant l'utilisation d'un harnais supplémentaire élaboré comportant jusqu'à 300 barres de location supplémentaires utilisées dans la production de textiles royaux.
Anne Blinks s'est activement engagée dans l'étude de la génétique des moutons, et dans l'élevage de caractéristiques particulières de la toison, comme une laine brun foncé qu'elle utilisait dans ses textiles. Elle élève des moutons dans sa maison de Jack's Peak, 522 Loma Alta Road, Carmel, Californie.
Ses nombreuses années de travail dans l'étude, la pratique et l'enseignement des textiles ont été reconnues par la publication du Festschrift In Celebration of the Curious Mind : A Festschrift to Honor Anne Blinks on Her 80th Birthday (1983),.